# Mikael Ljungberg
Bo Urban  Mikael Ljungberg (ur. 13 czerwca 1970 w Göteborgu, zm. 17 listopada 2004 w Mölndal), zapaśnik szwedzki, przedstawiciel stylu klasycznego. Trzykrotny olimpijczyk, dwukrotny medalista.
Był czołowym zawodnikiem na świecie w kategorii ciężkiej, jednym z rywali Polaka Andrzeja Wrońskiego. W 2000 na Igrzyskach Olimpijskich w Sydney wywalczył złoto, przed Ukraińcem Dawydem Sałdadze i Amerykaninem Stevenem Lowneyem (kategoria 97 kg). W Atlancie 1996 zdobył srebrny medal, a w Barcelonie 1992 zajął czwarte miejsce. Dwukrotnie wygrywał także mistrzostwa świata, w 1993 i 1995 (kategoria 100 kg). Trzeci w Pucharze Świata w 1990. Wygrał igrzyska bałtyckie w 1993. Zdobył trzy medale na mistrzostwach nordyckich w latach 1991 - 1996.
Zginął śmiercią samobójczą.

## Wyniki (wyróżniono medale)
- igrzyska olimpijskie - 1992 4. miejsce (90 kg), 1996 3. miejsce (100 kg), 2000 1. miejsce (97 kg)
- mistrzostwa świata - 1993 1. miejsce (100 kg), 1995 1. miejsce (100 kg), 1997 5. miejsce (97 kg), 1998 7. miejsce (97 kg), 1999 3. miejsce (97 kg)
- mistrzostwa Europy - 1991 6. miejsce (90 kg), 1995 1. miejsce (100 kg), 1996 9. miejsce (100 kg), 1998 2. miejsce (97 kg), 1999 1. miejsce (97 kg).